# Bob Wills
James Robert Wills (6 de março de 1905 - 13 de maio de 1975) foi um músico, compositor e líder de banda estadunidense de western swing. Considerado por autoridades musicais como o fundador do subgênero western swing, ele era amplamente conhecido como o Rei do Western Swing (embora Spade Cooley tenha se autopromovido com o apelido de “Rei do Western Swing” de 1942 a 1969). Ele também era conhecido por pontuar sua música com sua marca registrada “ah-haa”.
Wills formou várias bandas e tocou em estações de rádio no Sul e no Oeste até formar o Texas Playboys em 1934 com Wills no violino, Tommy Duncan no piano e nos vocais, o guitarrista June Whalin, o banjo tenor Johnnie Lee Wills e Kermit Whalin, que tocava violão e baixo. O guitarrista de Oklahoma Eldon Shamblin juntou-se à banda em 1937, trazendo influência e arranjos do jazz. A banda tocava regularmente na estação de rádio KVOO, de Tulsa, Oklahoma, e acrescentou Leon McAuliffe na guitarra, o pianista Al Stricklin, o baterista Smokey Dacus e uma seção de trompetes que expandiu o som da banda. Wills preferia arranjos semelhantes aos do jazz e a banda alcançou popularidade nacional na década de 1940 com sucessos como “Steel Guitar Rag”, “San Antonio Rose”, “Smoke on the Water”, “Stars and Stripes on Iwo Jima” e “New Spanish Two Step”.
Wills e os Texas Playboys gravaram com várias editoras e empresas, incluindo Vocalion, Okeh, Columbia e MGM. Em 1950, Wills teve dois sucessos entre os dez primeiros, “Ida Red likes the Boogie” e “Faded Love”, que foram seus últimos sucessos durante uma década. Durante toda a década de 1950, ele enfrentou problemas financeiros e de saúde. Continuou a se apresentar com frequência, apesar do declínio da popularidade de suas canções de sucesso anteriores e da crescente popularidade do rock and roll. Wills teve um ataque cardíaco em 1962 e um segundo ataque no ano seguinte, o que o forçou a dissolver o Texas Playboys. Wills continuou a se apresentar sozinho.
O Country Music Hall of Fame o homenageou em 1968 e a Assembleia Legislativa do Estado do Texas o homenageou por sua contribuição à música americana.
Em 1972, Wills aceitou uma menção da American Society of Composers, Authors and Publishers em Nashville. Ele gravou um álbum com Merle Haggard em 1973. Wills sofreu dois derrames que o deixaram parcialmente paralisado e incapaz de se comunicar. Ele ficou em coma nos últimos dois meses de sua vida e morreu em uma casa de repouso em Fort Worth em 1975. O Rock and Roll Hall of Fame incluiu Wills and the Texas Playboys em 1999.

## Biografia

### Início da vida
Ele nasceu em uma fazenda de algodão em Kosse, Texas, filho de Emma Lee Foley e John Tompkins Wills. Seus pais tinham ascendência principalmente inglesa, mas também tinham uma ascendência irlandesa distante. Toda a família Wills tinha uma inclinação para a música. Seu pai era um campeão estadual de violino e vários de seus irmãos tocavam instrumentos musicais. A família frequentemente realizava bailes campestres em sua casa e, enquanto moravam no condado de Hall, Texas, também tocavam em “bailes de rancho”, que eram populares em todo o oeste do Texas. Nesse ambiente, Wills aprendeu cedo a tocar violino e bandolim.
Wills não só aprendeu a música tradicional com sua família, mas também aprendeu algumas canções de blues diretamente com as famílias afro-americanas que trabalhavam nos campos de algodão perto de Lakeview, Texas. Quando criança, ele interagia principalmente com crianças afro-americanas, aprendendo seus estilos musicais e danças. Além de sua própria família, ele conheceu poucas crianças brancas até os sete ou oito anos de idade.

### Novo México e Texas
A família mudou-se para o condado de Hall, no Texas Panhandle, em 1913, e, em 1919, comprou uma fazenda entre as cidades de Lakeview e Turkey, ambas no Texas. Aos 16 anos, Wills deixou a família e pegou um trem de carga, viajando com o nome de Jim Rob. Ele vagou de cidade em cidade tentando ganhar a vida por vários anos, uma vez quase caindo de um trem em movimento.
Aos 20 anos, frequentou uma escola de barbeiro, casou-se com sua primeira esposa, Edna, e mudou-se primeiro para Roy, no Novo México, depois voltou para Turkey, no condado de Hall (hoje considerada sua cidade natal), para trabalhar como barbeiro na Ham's Barber Shop. Ele alternava o trabalho de barbeiro com o de violinista mesmo quando se mudou para Fort Worth, Texas, depois de deixar o condado de Hall em 1929. Lá, tocou em espetáculos de menestréis e de medicina e, assim como outros músicos do Texas, como Ocie Stockard, continuou a ganhar dinheiro como barbeiro. Ele usava maquiagem estilo blackface para aparecer em apresentações de comédia, algo que era comum na época. Wills tocava violino e cantava, e tinha dois guitarristas e um tocador de banjo com ele. “Bob usava blackface e era o cômico; contava piadas, cantava e fazia uma dança incrível.”
Como já havia um Jim no show, o empresário começou a chamá-lo de Bob. No entanto, foi como Jim Rob Wills, ao lado de Herman Arnspiger, que ele fez suas primeiras gravações comerciais (embora não editadas) em novembro de 1929 para a Brunswick/Vocalion. Wills logo se tornou conhecido por ser falante no coreto, uma tendência que ele adquiriu da família, dos caubóis locais e do estilo dos músicos negros que ele tinha ouvido na infância.
Enquanto estava em Fort Worth, Wills adicionou o “blues urbano turbulento” de Bessie Smith e Emmett Miller, que ele idolatrava, a um repertório composto principalmente de valsas e breaks que ele havia aprendido com seu pai, e modelou seu estilo vocal de acordo com o de Miller e de outros artistas, como Al Bernard. Sua versão de 1935 de “St. Louis Blues” reproduz o padrão de Al Bernard da versão de 1928 da música. Ele descreveu seu amor pela música de Bessie Smith com uma anedota: “Fui a cavalo de um lugar entre os rios até Childress para ver Bessie Smith... Ela era a melhor coisa que eu já tinha ouvido. De fato, não havia dúvida quanto a isso. Ela foi a melhor coisa que já ouvi."
Em Fort Worth, Wills conheceu Herman Arnspiger e formou a The Wills Fiddle Band. Em 1930, Milton Brown juntou-se ao grupo como vocalista principal e trouxe um senso de inovação e experimentação para a banda, que ficou conhecida como Aladdin Laddies e logo passou a se chamar Light Crust Doughboys devido ao patrocínio dos fabricantes da Light Crust Flour. Brown deixou a banda em 1932 para formar a Musical Brownies, a primeira verdadeira banda de western swing. Brown acrescentou violinos gêmeos, banjo tenor e baixo slap, direcionando a música para o swing, que eles tocavam na rádio local e em bailes.

### The Texas Playboys

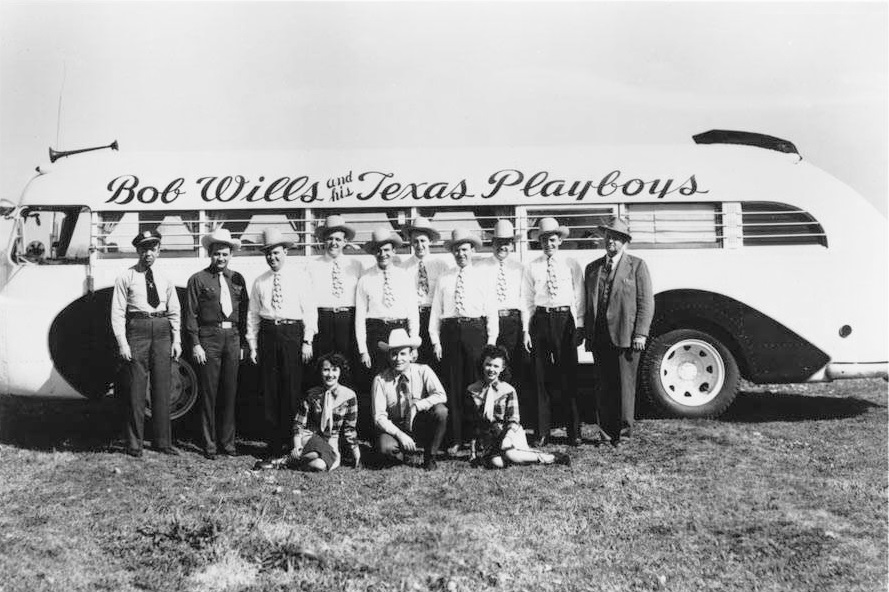
Bob Wills e a banda The Texas Playboys.

Depois de formar uma nova banda, The Playboys, e mudar-se para Waco, Texas, Wills encontrou popularidade suficiente lá para decidir por um mercado maior. Eles deixaram Waco em janeiro de 1934 e foram para Oklahoma City. Wills logo estabeleceu o renomeado Texas Playboys em Tulsa, Oklahoma, e começou a transmitir shows ao meio-dia pela estação de rádio KVOO, de 50.000 watts, do palco do Cain's Ballroom. Eles também tocavam em bailes à noite. Wills cantava principalmente blues e baladas sentimentais. “One Star Rag”, “Rat Cheese Under the Hill”, “Take Me Back to Tulsa”, “Basin Street Blues”, “Steel Guitar Rag” e “Trouble in Mind” eram algumas das músicas do extenso repertório tocado por Wills e a banda.
Wills acrescentou um trompete à banda quando contratou Everet Stover como locutor, sem saber que ele havia tocado com a orquestra sinfônica de Nova Orleans e dirigido a banda do governador em Austin. Stover, pensando que havia sido contratado como trompetista, começou a tocar com a banda, e Wills nunca o impediu. Embora Wills tenha inicialmente desaprovado a contratação, o jovem saxofonista Zeb McNally acabou sendo contratado. Wills contratou o jovem “músico de estilo moderno” Smoky Dacus como baterista para equilibrar os trompetes.
Ele continuou a expandir a formação em meados e no final da década de 1930. O acréscimo do gênio da guitarra, Leon McAuliffe, em março de 1935, acrescentou não apenas um instrumentista formidável, mas também um segundo vocalista envolvente. Wills e o The Texas Playboys fez suas primeiras gravações em 23 e 25 de setembro de 1935, em Dallas. As listas de sessões de 1938 mostram tanto a guitarra principal quanto a guitarra elétrica, além do violão nas gravações do The Texas Playboys. Nessa época, Wills comprou e tocou com um violino Guadagnini antigo. O instrumento, com valor estimado em US$ 7.600 na época, foi comprado por apenas US$ 1.600. Em 1940, “New San Antonio Rose” vendeu um milhão de discos e se tornou a música de assinatura do The Texas Playboys. A “linha de frente” da orquestra de Wills consistia em violinos ou violões depois de 1944.

### Carreira no cinema
Em 1940, Wills, junto com The Texas Playboys, co-estrelou com Tex Ritter em Take Me Back to Oklahoma. Ao todo, Wills participou de dezenove filmes, incluindo The Lone Prairie (1942), Riders of the Northwest Mounted (1943), Saddles and Sagebrush (1943), The Vigilantes Ride (1943), The Last Horseman (1944), Rhythm Round-Up (1945), Blazing the Western Trail (1945) e Lawless Empire (1945).

### Era dowestern swing
Em dezembro de 1942, depois que vários membros da banda deixaram o grupo e durante a Segunda Guerra Mundial, Wills se alistou no Exército dos Estados Unidos aos 37 anos de idade, mas recebeu uma dispensa médica em 1943. Depois de deixar o Exército em 1943, Wills se mudou para Hollywood e começou a reorganizar o The Texas Playboys. Ele se tornou um grande sucesso em Los Angeles, para onde muitos de seus fãs haviam se mudado durante a Grande Depressão e a Segunda Guerra Mundial em busca de emprego. De segunda a sexta-feira, a banda tocava no horário do meio-dia na KMTR-AM (atual KLAC) em Los Angeles. Eles também tocavam regularmente no Mission Beach Ballroom, em San Diego.
Ele cobrava muito dinheiro tocando em bailes lá e começou a fazer uso mais criativo de guitarras elétricas para substituir as grandes seções de trompetes que a banda de Tulsa ostentava. Por um breve período em 1944, a banda de Wills tinha 23 integrantes, e, por volta da metade do ano, ele fez uma turnê pelo norte da Califórnia e pelo noroeste do Pacífico com 21 integrantes na orquestra. A Billboard informou que Wills superou Harry James, Benny Goodman, “ambas as bandas dos irmãos Dorsey, etc.” no Civic Auditorium em Oakland, Califórnia, em janeiro de 1944.
Wills e o The Texas Playboys iniciou sua primeira turnê pelo país em novembro de 1944 e apresentou-se no Grand Ole Opry em 30 de dezembro de 1944. De acordo com a política do Opry, a bateria e os trompetes eram considerados instrumentos pop, inadequados para a música country. O Opry tinha duas bandas de western swing em sua lista, lideradas por Pee Wee King e Paul Howard. Nenhuma delas tinha permissão para usar seus bateristas no Opry. Na época, a banda de Wills era composta por dois violinistas, dois baixistas, duas guitarristas, um violonista e um trompetista. O então baterista de Wills era Monte Mountjoy, que tocava no estilo Dixieland. Wills lutou contra os funcionários do Opry e se recusou a se apresentar sem seu baterista. Uma tentativa de acordo, mantendo Mountjoy atrás de uma cortina, fracassou quando Wills colocou sua bateria na frente e no centro do palco no último minuto.
Em 1945, os bailes de Wills estavam atraindo multidões maiores do que os bailes organizados por Tommy Dorsey e Benny Goodman. Naquele ano, ele morou em Santa Monica e Fresno, na Califórnia. Em 1947, abriu a boate Wills Point em Sacramento, na Califórnia, e continuou a fazer turnês pelo sudoeste e noroeste do Pacífico, do Texas ao estado de Washington. Em Sacramento, ele transmitia seus shows pela KFBK, uma estação cujo alcance abrangia grande parte do oeste americano. Wills era tão requisitado que os locais o contratavam até mesmo nas noites de semana, pois sabiam que o show ainda seria um sucesso.
Durante o período pós-guerra, a rádio KGO de São Francisco distribuiu um show de Bob Wills e o The Texas Playboys gravado no Fairmont Hotel. Muitas dessas gravações sobreviveram até hoje como Tiffany Transcriptions e estão disponíveis em CD. Elas mostram os pontos fortes da banda de forma significativa, em parte porque o grupo não estava confinado aos limites de três minutos dos discos de 78 RPM. Em 3 de abril de 1948, Wills e o The Texas Playboys apareceram para a transmissão inaugural do Louisiana Hayride na KWKH, transmitido do Auditório Municipal em Shreveport, Louisiana.
Wills e o The Texas Playboys tocaram em bailes em todo o Oeste para mais de 10.000 pessoas por semana. Eles bateram recordes de público em bailes em Jantzen Beach, em Portland, Oregon; Santa Monica, Califórnia; Klamath Falls, Oregon; e no Oakland Auditorium, na Califórnia, onde atraíram 19.000 pessoas em duas noites. Wills relembrou os primórdios do que ficou conhecido como música western swing em uma entrevista em 1949: “É assim que eu penso. Com certeza não estamos tentando levar o crédito pelo swing".
Ainda bebendo em excesso, Wills tornou-se cada vez menos confiável no final da década de 1940, causando um rompimento com Tommy Duncan (que sofria o impacto da raiva do público quando as bebedeiras de Wills o impediam de se apresentar). Isso terminou quando ele demitiu Duncan no outono de 1948.

### Anos finais
Depois de levar um estilo de vida luxuoso na Califórnia, Wills voltou para Oklahoma City em 1949 e, em seguida, voltou à estrada para manter sua folha de pagamento e o Wills Point. Ele abriu uma segunda boate, a Bob Wills Ranch House, em Dallas, Texas. A entrega do clube a gerentes, que mais tarde se revelaram desonestos, deixou Wills em uma situação financeira desesperadora, com dívidas pesadas com a Receita Federal por impostos atrasados. Isso o levou a vender muitos ativos, inclusive os direitos de “New San Antonio Rose”.
Em 1950, Wills teve dois sucessos no top 10, “Ida Red Likes the Boogie” e “Faded Love”. Depois de 1950, as estações de rádio começaram a se especializar cada vez na música comercialmente popular. Embora geralmente rotulado como “country e western”, Wills não se enquadrava no estilo tocado nas estações populares de country e western, que normalmente tocavam músicas no som de Nashville. Tampouco se enquadrava no som convencional das estações pop, embora tocasse uma boa quantidade de música pop.
Wills continuou a se apresentar no Bostonia Ballroom, em San Diego, durante toda a década de 1950 e continuou a fazer turnês e gravar discos durante a década de 1950 até o início da década de 1960, apesar de a popularidade do western swing, mesmo no sudoeste, ter diminuído bastante. Charles R. Townsend descreveu sua queda de popularidade: Bob conseguia atrair “mil pessoas nas noites de segunda-feira entre 1950 e 1952, mas não conseguia fazer isso em 1956. Os hábitos de entretenimento haviam mudado".
No retorno de Wills a Tulsa, no final de 1957, Jim Downing, do Tulsa Tribune, escreveu um artigo com o título “Wills Brothers Together Again: Bob Back with Heavy Beat”. O artigo cita Wills dizendo: “Rock and roll? Ora, cara, esse é o mesmo tipo de música que estamos tocando desde 1928! ... Não a chamávamos de rock and roll quando a apresentamos como nosso estilo em 1928, e não a chamamos de rock and roll da forma como a tocamos agora. Mas é apenas um ritmo básico e já teve muitos nomes diferentes em minha época. É a mesma coisa, quer você siga apenas uma batida de tambor, como na África, quer a envolva com muitos instrumentos. O ritmo é o que importa." O uso de guitarras amplificadas acentua a afirmação de Wills; algumas gravações de Bob Wills das décadas de 1930 e 1940 soam semelhantes aos discos de rock and roll da década de 1950.
Mesmo um retorno em 1958 à KVOO, onde seu irmão mais novo, Johnnie Lee Wills, mantinha a presença da família, não produziu o sucesso que ele esperava. Ele apareceu duas vezes no programa Jubilee USA da ABC-TV e manteve a banda na estrada durante a década de 1960. Depois de dois ataques cardíacos, em 1965, ele dissolveu o The Texas Playboys (que continuou como uma unidade independente por um breve período) para se apresentar sozinho com bandas locais. Embora tenha se saído bem em Las Vegas e em outras áreas, e gravado discos para a gravadora Kapp Records, ele foi, em grande parte, uma figura esquecida - mesmo tendo sido incluído no Country Music Hall of Fame em 1968. Um derrame em 1969 deixou seu lado direito paralisado, encerrando sua carreira ativa. No entanto, ele se recuperou o suficiente para aparecer em uma cadeira de rodas em várias homenagens realizadas no início da década de 1970. O renascimento do interesse em sua música, estimulado pelo álbum A Tribute to the Best Damn Fiddle Player in the World, de Merle Haggard, de 1970, levou a um álbum de reunião em 1973, reunindo Wills, que falava com dificuldade, com os principais membros da antiga banda, além de Haggard.
Wills morreu em Fort Worth de pneumonia em 13 de maio de 1975.

## Vida pessoal
Bob Wills se casou seis vezes e se divorciou cinco vezes. Ele foi casado duas vezes e se divorciou duas vezes de Mary Helen Brown, viúva do ex-integrante da banda de Wills, Milton Brown.
- Edna Posey, casamento em 1926, divórcio em 1935 (uma filha, Robbie Joe Wills)

- Ruth McMaster, casamento em 1936, divórcio em 1936

- Mary Helen Brown, casamento em 1938, divórcio em 1938, outro casamento em 1938, outro divórcio em 1939

- Mary Louise Parker, casamento em 1939, divórcio em 1939 (uma filha, Rosetta Wills)

- Betty Anderson, casamento em 1942 (quatro filhos, James Robert II, Carolyn, Diane e Cindy Wills)[52][53][54]

## Legado
O estilo de Wills influenciou os artistas Buck Owens, Merle Haggard e The Strangers e ajudou a criar um estilo de música hoje conhecido como Bakersfield Sound (Bakersfield, Califórnia, foi uma das paradas regulares de Wills em seu auge). Um álbum de tributo de Haggard de 1970, A Tribute to the Best Damn Fiddle Player in the World (ou My Salute to Bob Wills), direcionou um público mais amplo para a música de Wills, assim como o surgimento de bandas mais jovens de “revival”, como Asleep at the Wheel e Commander Cody and His Lost Planet Airmen, além da crescente popularidade de Willie Nelson, discípulo e fã de longa data de Wills. Em 1971, Wills se recuperou o suficiente para viajar ocasionalmente e participar de shows de tributo. Em 1973, ele participou de uma última reunião com membros do The Texas Playboys das décadas de 1930 a 1960. Merle Haggard foi convidado para tocar nessa reunião. A sessão, programada para dois dias, foi realizada em dezembro de 1973, e o álbum foi intitulado For the Last Time. Wills, falando ou tentando gritar, apareceu em algumas faixas da sessão do primeiro dia, mas sofreu um derrame durante a noite. Ele teve um mais grave alguns dias depois. Os músicos terminaram o álbum sem ele. A essa altura, Wills estava em coma. Ele permaneceu assim até sua morte, em 13 de maio de 1975.
Em sua crítica de For the Last Time no Christgau's Record Guide: Rock Albums of the Seventies (1981), Robert Christgau escreveu: “Esse LP duplo não representa o potencial da banda. Mas, embora as gravações anteriores da maioria dessas músicas clássicas sejam, pelo menos marginalmente, mais nítidas, ele certamente captura o groove descontraído, divertido e eclético do western swing que Wills convidou nos anos 30."
Além de ser introduzido no Country Music Hall of Fame em 1968, Wills foi introduzido no Nashville Songwriters Hall of Fame em 1970, no Rock and Roll Hall of Fame na categoria Influência Inicial junto com o The Texas Playboys em 1999, e recebeu o Grammy Lifetime Achievement Award em 2007.
De 1974 até sua morte em 2002, Waylon Jennings cantou uma música de sua autoria chamada “Bob Wills Is Still the King”. Lançada como o lado B de um single que foi um sucesso, ela chegou ao primeiro lugar nas paradas de sucesso de música country. A música se tornou um elemento básico dos formatos clássicos das estações de rádio country. Além disso, os The Rolling Stones tocaram essa música ao vivo em Austin, Texas, no Zilker Park, em sua turnê A Bigger Bang Tour, em homenagem a Wills. Essa apresentação foi incluída em seu DVD posterior, The Biggest Bang. Em uma edição de 1968 da Guitar Player, o guitarrista de rock Jimi Hendrix falou sobre Wills e o The Texas Playboys: “Eu gosto deles. O Grand Ole Opry costumava passar, e eu costumava assistir. Eles costumavam ter alguns caras muito bons, alguns guitarristas da pesada”. De fato, Bob Wills e os The Texas Playboys só se apresentaram no Opry duas vezes: em 1944 e 1948. É quase certo que Hendrix se referia aos guitarristas de Nashville.
Wills ficou em 27º lugar na lista dos 40 Maiores Homens da Música Country da CMT em 2003.
A animada canção de Wills, "Ida Red", de 1938, foi a principal inspiração de Chuck Berry para criar seu primeiro sucesso de rock and roll, “Maybellene”.
Fats Domino comentou certa vez que sua seção rítmica de 1960 foi inspirada na de Bob Wills.
Durante a 49ª edição do Grammy Awards em 2007, Carrie Underwood cantou sua música “San Antonio Rose”. Atualmente, George Strait toca a música de Wills em turnês e grava músicas influenciadas por Wills e seu estilo de swing texano.
A banda de western swing, Asleep at the Wheel, de Austin, homenageia a música de Wills desde o início da banda, principalmente com suas apresentações contínuas do drama musical A Ride with Bob, que estreou em Austin em março de 2005 para coincidir com as comemorações do 100º aniversário de Wills.
A comemoração do aniversário de Bob Wills é realizada todos os anos em março no Cain's Ballroom em Tulsa, Oklahoma, com um show e baile de western swing.
Em 2004, um documentário sobre sua vida e música, intitulado Fiddlin' Man: The Life and Music of Bob Wills, foi lançado pela VIEW Inc.
Em 2011, a Proper Records lançou um álbum do Hot Club of Cowtown intitulado What Makes Bob Holler: A Tribute to Bob Wills and His Texas Playboys e o Legislativo do Texas adotou uma resolução designando o western swing como o estilo musical oficial do Estado do Texas.
A Câmara de Comércio de Greenville realiza anualmente o Bob Wills Fiddle Festival and Contest no centro de Greenville, Texas, em novembro.
Bob Wills foi homenageado no Episódio 2 da série de 2019 de Ken Burn na PBS chamada Country Music.
Em 2021, Wills foi introduzido no Texas Cowboy Hall of Fame.

## Discografia

### Álbuns
| Ano  | Álbum | Posição na parada de country dos EUA | Gravadora                     |
| ---- | --- | ------------------------------------ | ----------------------------- |
| 1949 | Bob Wills Round Up [10"] (HL-9003); originalmente lançado em 1947 como um álbum de 4 discos 78rpm (C-128); e reeditado em 1948 (H-2)  |                                      | Columbia                      |
| 1951 | Ranch House Favorites [10"] (E-91); também lançado como um álbum de 4 discos em 78rpm (MGM-91) e um álbum de 4 discos em 45rpm (K-91) |                                      | MGM                           |
| 1953 | Old Time Favorites [10"] (LP-6000); lançado como uma edição limitada ‘Fan Club Members Only’                                          |                                      | The Antones [Los Angeles, CA] |
| 1954 | Old Time Favorites, Vol. 2 [10"] (LP-6010); lançado como uma edição limitada ‘Fan Club Members Only’                                  |                                      | The Antones [Los Angeles, CA] |
| 1955 | Country and Western Dance-O-Rama, No. 2 [10"] (DL-5562)                                                                               |                                      | Decca                         |
| 1956 | Ranch House Favorites, Vol. 2 (E-3352)                                                                                                |                                      | MGM                           |
| 1957 | Bob Wills Special (HL-7036) reedição de Bob Wills Round Up mais 2 faixas extras                                                       |                                      | Harmony                       |
| 1958 | Bob Wills and His Texas Playboys (DL-8727)                                                                                            |                                      | Decca                         |
| 1960 | Together Again (com Tommy Duncan) (LRP-3173)                                                                                          |                                      | Liberty                       |
| 1961 | A Living Legend (comTommy Duncan) (LRP-3182)                                                                                          |                                      | Liberty                       |
| 1961 | Mr. Words & Mr. Music (com Tommy Duncan) (LRP-3194)                                                                                   |                                      | Liberty                       |
| 1963 | Bob Wills Sings & Plays (com Tommy Duncan) (LRP-3303)                                                                                 |                                      | Liberty                       |
| 1965 | Bob Wills Keepsake Album No. 1 (LP-001)                                                                                               |                                      | Longhorn                      |
| 1966 | From the Heart of Texas | 33                                   | Kapp                          |
| 1967 | King of Western Swing | 43                                   | Kapp                          |
| 1968 | Here's That Man Again | 24                                   | Kapp                          |
| 1970 | The Best of Bob Wills |                                      | Kapp                          |
| 1973 | Bob Wills Plays the Greatest String Band Hits (relançamento; originalmente lançado em 1969)                                           | 28                                   | MCA                           |
| 1973 | The Bob Wills Anthology [2LP] |                                      | Columbia                      |
| 1974 | For the Last Time [2LP] | 28                                   | United Artists                |
| 1975 | The Best of Bob Wills, Vol. II [2LP]                                                                                                  | 36                                   | MCA                           |
| 1976 | Remembering...The Greatest Hits of Bob Wills                                                                                          | 46                                   | Columbia                      |
| 1976 | Bob Wills and His Texas Playboys 'In Concert' [2LP]                                                                                   | 44                                   | Capitol                       |
| 1977 | 24 Great Hits by Bob Wills and His Texas Playboys [2LP]                                                                               | 39                                   | MGM                           |
| 1991 | Bob Wills and His Texas Playboys 'Anthology 1935–1973' [2CD]                                                                          |                                      | Rhino                         |
| 1992 | The Essential Bob Wills (1935–1947)                                                                                                   |                                      | Columbia/Legacy               |
| 2001 | Boot Heel Drag: The MGM Years [2CD]                                                                                                   |                                      | Mercury/Universal             |
| 2006 | Legends of Country Music: Bob Wills and His Texas Playboys [4CD]                                                                      |                                      | Columbia/Legacy               |

### Singles
| Ano  | Single                                                                                         | Posição na parada de country dos EUA | Gravadora        |
| ---- | ---------------------------------------------------------------------------------------------- | ------------------------------------ | ---------------- |
| 1935 | "St. Louis Blues" / "Four or Five Times"                                                       |                                      | Vocalion 03076   |
| 1935 | "Good Old Oklahoma" / "Mexicali Rose"                                                          |                                      | Vocalion 03086   |
| 1935 | "Osage Stomp" / "Get with It"                                                                  |                                      | Vocalion 03096   |
| 1936 | "Sitting on Top of the World" / "Black and Blue Rag"                                           |                                      | Vocalion 03139   |
| 1936 | "I Can't Be Satisfied" / "Wang Wang Blues"                                                     |                                      | Vocalion 03173   |
| 1936 | "I Ain't Got Nobody (and Nobody Cares for Me)" / "Who Walks in When I Walk Out?"               |                                      | Vocalion 03206   |
| 1936 | "New Spanish Two Step" / "Blue River"                                                          |                                      | Vocalion 03230   |
| 1936 | "I Can't Give You Anything but Love" / "Never No More Blues"                                   |                                      | Vocalion 03264   |
| 1936 | "Old Fashioned Love" / "Oklahoma Rag"                                                          |                                      | Vocalion 03295   |
| 1936 | "Trouble in Mind" / "Weary of the Same Ol' Stuff"                                              |                                      | Vocalion 03343   |
| 1936 | "Basin Street Blues" / "Red Hot Gal of Mine"                                                   |                                      | Vocalion 03344   |
| 1936 | "Sugar Blues" / "Fan It"                                                                       |                                      | Vocalion 03361   |
| 1936 | "Smith's Reel" / "Harmony" [billed as 'Bob Wills and Sleepy Johnson']                          |                                      | Melotone 6-11-58 |
| 1936 | "Steel Guitar Rag" / "Swing Blues No. 1"                                                       |                                      | Vocalion 03394   |
| 1937 | "She's Killing Me" / "What's the Matter with the Mill?"                                        |                                      | Vocalion 03424   |
| 1937 | "Get Along Home Cindy" / "Right or Wrong"                                                      |                                      | Vocalion 03451   |
| 1937 | "Mean Mama Blues" / "Bring It on Down to My House"                                             |                                      | Vocalion 03492   |
| 1937 | "No Matter How She Done It (She's Just a Dirty Dame)" / "Too Busy!"                            |                                      | Vocalion 03537   |
| 1937 | "Back Home Again in Indiana" / "Swing Blues No. 2"                                             |                                      | Vocalion 03578   |
| 1937 | "Dedicated to You" / "Bleeding Hearted Blues"                                                  |                                      | Vocalion 03597   |
| 1937 | "White Heat" / "Bluin' the Blues"                                                              |                                      | Vocalion 03614   |
| 1937 | "I'm a Ding Dong Daddy (from Dumas)" / "Rosetta"                                               |                                      | Vocalion 03659   |
| 1937 | "The New St. Louis Blues" / "Oozlin' Daddy Blues"                                              |                                      | Vocalion 03693   |
| 1937 | "Playboy Stomp" / "Tie Me to Your Apron Strings Again"                                         |                                      | Vocalion 03854   |
| 1938 | "Maiden's Prayer" / "Never No More Hard Time Blues"                                            |                                      | Vocalion 03924   |
| 1938 | "Steel Guitar Stomp" / "Sunbonnet Sue"                                                         |                                      | Vocalion 03997   |
| 1938 | "Black Rider" / "Everybody Does It in Hawaii"                                                  |                                      | Vocalion 04132   |
| 1938 | "Keep Knocking (but You Can't Come In)" / "Empty Bed Blues"                                    |                                      | Vocalion 04184   |
| 1938 | "Alexander's Ragtime Band" / "Gambling Polka Dot Blues"                                        |                                      | Vocalion 04275   |
| 1938 | "Tulsa Stomp" / "Little Red Head"                                                              |                                      | Vocalion 04235   |
| 1938 | "Loveless Love" / "Way Down upon the Swanee River"                                             |                                      | Vocalion 04387   |
| 1938 | "Moonlight and Roses (Bring Mem'ries of You)" / "I Wish I Could Shimmy Like My Sister Kate"    |                                      | Vocalion 04439   |
| 1938 | "Oh, Lady Be Good" / "Oh You Beautiful Doll"                                                   |                                      | Vocalion 04515   |
| 1939 | "I Wonder if You Feel the Way I Do" / "That's What I Like 'Bout the South"                     |                                      | Vocalion 04566   |
| 1939 | "Whoa Babe" / "Little Girl, Go Ask Your Mama"                                                  |                                      | Vocalion 04625   |
| 1939 | "San Antonio Rose" / "The Convict and the Rose"                                                |                                      | Vocalion 04755   |
| 1939 | "You're Okay" / "Liza Pull Down the Shades"                                                    |                                      | Vocalion 04839   |
| 1939 | "Silver Bells" / "Yearning Just for You"                                                       |                                      | Vocalion 04934   |
| 1939 | "Beaumont Rag" / "The Waltz You Saved for Me"                                                  |                                      | Vocalion 04999   |
| 1939 | "Ida Red" / "Carolina in the Morning"                                                          |                                      | Vocalion 05079   |
| 1939 | "Dreamy Eyes Waltz" / "My Window Faces the South"                                              |                                      | Vocalion 05161   |
| 1939 | "If I Could Bring Back My Buddy" / "Prosperity Special"                                        |                                      | Vocalion 05228   |
| 1940 | "Don't Let the Deal Go Down" / "Drunkard Blues"                                                |                                      | Vocalion 05282   |
| 1940 | "Blue Prelude" / "Sophisticated Hula"                                                          |                                      | Vocalion 05333   |
| 1940 | "Pray for the Lights to Go Out" / "Twinkle Twinkle Little Star"                                |                                      | Vocalion 05401   |
| 1940 | "Blue Bonnet Rag" / "Medley of Spanish Waltzes: La Golondrina / Lady of Spain / Cielito Lindo" |                                      | Vocalion 05523   |
| 1940 | "You Don't Love Me (but I'll Always Care)" / "No Wonder"                                       |                                      | Vocalion 05597   |
| 1940 | "Lone Star Rag" / "I Don't Lov'a Nobody"                                                       |                                      | OKeh 05637       |
| 1940 | "New San Antonio Rose" / "Bob Wills' Special"                                                  |                                      | OKeh 05694       |
| 1940 | "That Brownskin Gal" / "Time Changes Everything"                                               |                                      | OKeh 05753       |
| 1940 | "There's Going to Be a Party (for the Old Folks)" / "Big Beaver"                               |                                      | OKeh 05905       |
| 1941 | "Take Me Back to Tulsa" / "New Worried Mind"                                                   |                                      | OKeh 06101       |
| 1941 | "Maiden's Prayer" / "Takin' It Home"                                                           |                                      | OKeh 06205       |
| 1941 | "Twin Guitar Special" / "Lyla Lou"                                                             |                                      | OKeh 06327       |
| 1941 | "Bob Wills' Stomp" / "Lil Liza Jane"                                                           |                                      | OKeh 06371       |
| 1941 | "Corrine, Corrina" / "Goodnight Little Sweetheart"                                             |                                      | OKeh 06530       |
| 1942 | "Cherokee Maiden" / "Ride On! (My Prairie Pinto)"                                              |                                      | OKeh 06568       |
| 1942 | "Dusty Skies" / "It's All Your Fault"                                                          |                                      | OKeh 06598       |
| 1942 | "Oh! You Pretty Woman" / "I Knew the Moment I Lost You"                                        |                                      | OKeh 06640       |
| 1942 | "Please Don't Leave Me" / "My Life's Been a Pleasure"                                          |                                      | OKeh 6681        |
| 1942 | "This Little Rosary" / "When It's Honey Suckle Time in the Valley" (Unreleased)                |                                      | OKeh 6692        |
| 1942 | "Ten Years" / "Let's Ride with Bob (Theme Song)"                                               |                                      | OKeh 6692        |
| 1942 | "My Confession" / "Whose Heart Are You Breaking Now?"                                          |                                      | OKeh 6703        |
| 1943 | "Home in San Antone" / "Miss Molly"                                                            |                                      | OKeh 6710        |
| 1944 | "We Might as Well Forget It" / "You're from Texas"                                             | 2                                    | OKeh 6722        |
| 1945 | "Goodbye, Liza Jane" / It Seems Like Yesterday" (Unreleased)                                   |                                      | OKeh 6734        |
| 1945 | "Smoke on the Water"                                                                           | 1                                    | OKeh 6736        |
| 1945 | "Hang Your Head in Shame"                                                                      | 3                                    | OKeh 6736        |
| 1945 | "Stars and Stripes on Iwo Jima"                                                                | 1                                    | OKeh 6742        |
| 1945 | "You Don't Care What Happens to Me"                                                            | 5                                    | OKeh 6742        |
| 1945 | "Silver Dew on the Blue Grass Tonight"                                                         | 1                                    | Columbia 36841   |
| 1945 | "Texas Playboy Rag"                                                                            | 2                                    | Columbia 36841   |
| 1945 | "White Cross on Okinawa"                                                                       | 1                                    | Columbia 36881   |
| 1945 | "Empty Chair at the Christmas Table"                                                           |                                      | Columbia 36881   |
| 1946 | "New Spanish Two Step"                                                                         | 1                                    | Columbia 36966   |
| 1946 | "Roly Poly"                                                                                    | 3                                    | Columbia 36966   |
| 1946 | "Stay a Little Longer"                                                                         | 2                                    | Columbia 37097   |
| 1946 | "I Can't Go on This Way"                                                                       | 4                                    | Columbia 37097   |
| 1946 | "Cotton Eyed Joe" / "Staccato Waltz"                                                           |                                      | Columbia 37212   |
| 1947 | "There's a Big Rock in the Road"                                                               |                                      | Columbia 37205   |
| 1947 | "I'm Gonna Be Boss from Now On"                                                                | 5                                    | Columbia 37205   |
| 1947 | "Sugar Moon"                                                                                   | 1                                    | Columbia 37313   |
| 1947 | "Brain Cloudy Blues"                                                                           |                                      | Columbia 37313   |
| 1947 | "Rose of Old Pawnee"                                                                           |                                      | Columbia 37357   |
| 1947 | "Bob Wills Boogie"                                                                             | 4                                    | Columbia 37357   |
| 1947 | "How Can It Be Wrong?" / "Punkin' Stomp"                                                       |                                      | Columbia 37564   |
| 1947 | "Fat Boy Rag" / "You Should Have Thought of That Before"                                       |                                      | Columbia 37824   |
| 1947 | "Liberty" / "The Kind of Love I Can't Forget"                                                  |                                      | Columbia 37926   |
| 1947 | "A Sweet Kind of Love" / "Cowboy Stomp"                                                        |                                      | Columbia 37988   |
| 1947 | "Spanish Fandango""                                                                            |                                      | MGM 10116        |
| 1947 | "Bubbles in My Beer"                                                                           | 4                                    | MGM 10116        |
| 1948 | "Deep Water" / "This is Southland"                                                             |                                      | Columbia 38137   |
| 1948 | "Texarkana Baby"                                                                               | 15                                   | Columbia 38179   |
| 1948 | "Keeper of My Heart"                                                                           | 8                                    | MGM 10175        |
| 1948 | "'Neath Hawaiian Palms"                                                                        |                                      | MGM 10236        |
| 1948 | "Thorn in My Heart"                                                                            | 10                                   | MGM 10236        |
| 1950 | "Ida Red Likes the Boogie"                                                                     | 10                                   | MGM 10570        |
| 1950 | "Jolie Blond Likes the Boogie" / "Pastime Blues"                                               |                                      | MGM 10681        |
| 1950 | "Faded Love"                                                                                   | 8                                    | MGM 10786        |
| 1950 | "'Tater Pie" / "I Didn't Realize"                                                              |                                      | MGM 10836        |
| 1953 | "I Won't Be Back Tonight" / "B. Bowman Hop"                                                    |                                      | MGM 11568        |
| 1953 | "As I Sit Broken-Hearted" / "Bottle Baby Boogie"                                               |                                      | MGM 11635        |
| 1960 | "Heart to Heart Talk" (com Tommy Duncan)                                                       | 5                                    | Liberty 55260    |
| 1961 | "The Image of Me" (com Tommy Duncan)                                                           | 26                                   | Liberty 55264    |
| 1976 | "Ida Red"                                                                                      | 99                                   | Capitol 4332     |